# إيناي إكسبوزيتو
إيناي إكسبوزيتو ميدينا (بالإسبانية: Unai Expósito)، من مواليد 23 يناير 1980 في باراكالدو في إسبانيا، لاعب كرة قدم إسباني.
بدأ مسيرته الكروية مع نادي بلباو أثلتك في موسم 1999/2000، وشارك معهم في 34 مباراة وسجل هدف واحد، وفي موسم 2000/2001 انتقل إلى نادي أثلتك بلباو، ولعب معهم مباراتين، وفي عام 2003 انتقل إلى نادي أوساسونا، ولعب معهم حتى عام 2005، وشارك معهم في 23 مباراة، ومنذ عام 2005 وهو يلعب مع نادي أثلتك بلباو.

## وصلات خارجية
- إيناي إكسبوزيتو على موقع قاعدة بيانات كرة القدم.إي يو (الإنجليزية)
- إيناي إكسبوزيتو على موقع Soccerbase.com (لاعب) (الإنجليزية)
- إيناي إكسبوزيتو على موقع Soccerway.com (الإنجليزية)
- إيناي إكسبوزيتو على موقع عالم كرة القدم.نت (الإنجليزية)
- إيناي إكسبوزيتو على موقع AS.com (الإسبانية)